# Personaggi di Raven
Raven è una serie televisiva prodotta da Disney Channel che racconta le vicende di una giovane veggente, Raven Baxter, che crea più guai di quelli che riesce a risolvere.

## Personaggi principali

Raven Baxter

### Raven Baxter
Raven Lydia Baxter, interpretata da Raven Symonè e doppiata in italiano da Domitilla D'Amico
Sempre pronta a cambiare il futuro, Raven è la simpatica protagonista veggente di questa serie. I suoi migliori amici sono Eddy e Chelsea. Ha un fratello e un giorno spera di diventare una stilista di successo. Si fidanzerà con Eddie. Frequenta la Bayside High School e attualmente lavora come assistente per la famosa stilista di fama internazionale Donna Cabonna.
Il personaggio all'inizio doveva essere chiamato Dawn Baxter, ma fu cambiato in Raven Baxter, dopo che Raven Symonè vinse la parte nel telefilm.

### Chelsea Daniels
Chelsea Ophelia Daniels, interpretata da Anneliese Van Der Pol e doppiata in italiano da Francesca Manicone
Chelsea è la migliore amica di Raven ed Eddie. A volte è un po' tonta e sbadata, ma in molte situazioni si scopre una persona piena di sorprese. È vegetariana e amante della natura. Appare anche nello spin-off A casa di Raven, dove è la madre divorziata di un bambino di nome Levi. Dato che il suo ex-marito è in prigione per frode, Chelsea e Levi vivono insieme a Raven e i suoi due figli, i gemelli Nia e Booker.

### Eddie Thomas
Edward Thomas, interpretato da Orlando Brown e doppiato in italiano da Paolo Vivio
Eddie è il migliore amico di Raven. Aspirante rapper, è il capitano della squadra di basket della Bayside, i Bayside Baracudas. Come si può capire, anche lui frequenta la stessa scuola di Raven, la Bayside High school. È molto legato al fratello di Raven: Cory. Per un periodo è stato anche il fidanzato di Raven.

### Cory Baxter
Cory Baxter, interpretato da Kyle Massey e doppiato in italiano da Gabriele Patriarca
Cory è il fratello di Raven e anche lui è conoscenza del fatto che Raven è veggente. Nella prima serie si scopre che parla bene lo spagnolo, inoltre, cosa da non dimenticare, aveva anche una cotta per Chelsea. Ha due migliori amici: William e Larry.

### Victor Baxter
Victor Baxter, interpretato da Rondell Sheridan e doppiato in italiano da Roberto Stocchi
È il padre di Raven e Cory ed è proprietario e chef del ristorante Chill Grill. Ha dodici anni in più di sua moglie, e il loro primo appuntamento fu il 23 giugno 1983, quando Victor la portò ad un piccolo ristorante. Il suo rivale è Leonard Stevenson.

### Tonya Baxter
Tonya Baxter, interpretata da T'Keyah Crystal Keymáh e doppiata in italiano da Emanuela Baroni
È la madre di Raven e Cory. Nasce negli anni '60 da una madre con poteri psichici. Ha frequentato il college e si è laureata in giurisprudenza, diventando avvocato. Appare dalla prima alla terza stagione. Nella quarta compare solamente in un episodio poiché impegnata a studiare diritto internazionale in Inghilterra.

## Personaggi non apparsi nelle serie successive
- Signor Lawler, (Wesley Mann) prima insegnante di letteratura poi preside, è comparso nella prima e nella seconda stagione. Una delle sue caratteristiche è che mentre parlava, sputava a chiunque gli era attorno.
- Ben "Puzzola" Sturky, (Joshua Harto) studente famoso per la sua puzza, compare solo nella prima stagione. Nella seconda stagione Raven non frequenta più la scuola media, bensì il liceo; quindi probabilmente Ben ha cambiato scuola.
- Alana (Adrienne Bailon) e Bianca (Erica Rivera). Alana non compare più nella terza serie, la sua assenza viene giustificata da Muffy (Ashley Drane) e Loca (Andrea Edwards) che comunica a Raven che Alana è stata così cattiva che è andata alla scuola militare. A prendere il suo posto viene Bianca (che compare solo nella terza stagione) che, come sempre detto da Muffy, è stata così cattiva che è stata cacciata dalla scuola militare.
- Sierra, (Juliette Goglia), bambina che da molto fastidio a Raven. Anche se un personaggio "importante" è comparsa in soli due episodi della terza stagione.
- Il Signor Petracelli, (Ernie Sabella) insegnante di geografia di Raven, Eddy e Chelsea. È apparso nell'episodio Cara Mammina e Regali di Natale.
- Chantel, (Drew Sidora) la fidanzata di Eddy che compare nella terza stagione e in un episodio della seconda. Nella quarta non viene nominata ne menzionata.

## Insegnanti
- Señorita Rodriguez, (Rose Abdoo) insegnante di Spagnolo che lavora alla Bayside. È presente in tutte le stagioni. Quando le viene chiesta una domanda da un alunno e quest'ultimo spera in una risposta positiva, prima fa un sorriso poi dice NO con un tono severo.
- Signor Lawler, (Wesley Mann) prima insegnante di letteratura poi preside è comparso nella prima e nella seconda stagione. Una delle sue caratteristiche è che mentre parlava, sputava a chiunque gli era attorno.
- Signora De Paulo, (Amy Hill) insegnante della Bayside che appare fin dal primo episodio, dove mette in coppia Raven con Ben Sturky per un progetto di scienze.
- Signora Valentine, (Karly Rothenberg) direttrice del centro ricreativo frequentato da Sydney e da Buffy e in cui Raven, Eddy e Chelsea fanno i volontari.
- Signor Petracelli, (Ernie Sabella) insegnante di geografia di Raven, Eddy e Chelsea. Dopo l'episodi Regali di Natale e "Cara Mammina" non è più apparso nella serie.
- Signor Grozowtski, (Stuart Pankin) il professore di inglese di Raven, Eddy e Chelsea. Durante la correzione dei compiti sui dei test attitudinali commette degli errori che faranno combinare dei guai a Raven e Cory.
- Signor Stuckerman, (Steve Hytner) il preside della Bayside che compare nella quarta stagione. In un episodio si scopre che soffre di scoliosi, la quale, grazie a Raven, verrà "curata" dopo che cade sulle perle della collana di quest'ultima.
- Signora Applebaum, (Mary Jo Catlett) maestra di Cory che appare in pochi episodi della seconda e terza stagione.

## Studenti della scuola di Raven
- Devon Carter, (Lil'J) fidanzato di Raven, che appare per la prima volta nella seconda stagione, al termine della quale lascerà San Francisco per trasferirsi a Seattle, a causa del lavoro del padre, anche se compare in due puntate della terza stagione e in una della quarta. Nei primi episodi Raven ha dovuto concorrere con Alana per conquistarlo. In A casa di Raven si scoprirà che i due si sono sposati, hanno avuto due gemelli, Nia e Booker, e hanno anche divorziato.
- Alana e Bianca, nemiche di Raven, che compaiono rispettivamente nella seconda e nella terza serie. Sono interpretate da Adrienne Bailon e Erica Rivera. Bianca sostituisce Alana quando quest'ultima è dovuta andare a fare il servizio militare. Bianca, invece, è stata cacciata dal servizio militare perché era troppo cattiva.
- Muffy (Ashley Drane) e Loca (Andrea Edwards), aiutanti prima di Alana poi di Bianca. Loca nella seconda stagione ha una storia d'amore con Eddy (anche se lui non ha molta simpatia per lei). Muffy e Loca diventeranno le uniche nemiche di Raven nella quarta stagione. In un episodio Bianca sbatte la testa e, dopo essere diventata buona, Muffy e Loca cambiano "capo" e scelgono Raven.
- Chantel (Drew Sidora), la fidanzata di Eddy nella terza stagione. Pretende molte spese da Eddie, che però non ha abbastanza soldi.
- Max (Brian Sites), il migliore amico di Eddie e giocatore di basket nella prima stagione.
- Danny Warren (Ben Ziff), è il ragazzo di Chelsea e il migliore amico di Eddie da tanto tempo. Chelsea, però, dimentica sempre il suo nome e lo chiama in altri modi. Appare nella terza stagione.
- Ben Sturky (Joshua Harto), appare nella prima stagione ed ha una cotta per Raven. Ha un terribile odore perché non si fa mai la doccia.
- Ricky (Jeremy Ray Valdez), un ragazzo che piace a Raven nella prima stagione.
- Gabriel Barnett, un ragazzo di cui Raven è innamorata nella prima stagione nell'episodio Il ballo di primavera.

## Studenti della scuola di Cory
- Cindy (Jordyn Colemon), prima fidanzata e amica di Cory, compare dalla terza stagione e nella quarta. In un episodio della quarta stagione i due ragazzi decidono di frequentare altra gente dato che vanno in scuole diverse, ma in seguito si renderanno conto di aver sbagliato. In un altro episodio Cindy inizia a fumare sigarette, perciò Cory cerca di farle passare questo viziaccio, ma il tutto gli si ritorce contro.
- Madison (Rhyon Nicole Brown), amica di Cindy che compare nella terza stagione e in una puntata della seconda. A lei non piace Cory, ma lo deve sopportare dato che Cindy è la sua fidanzata.
- William (Frankie Ryan Manriquez) e Laurence 'Larry' (David Henrie), amici di Cory e componenti della band "Cory e i suoi ragazzi". Compaiono entrambi dalla seconda stagione. Larry è ebreo e durante il suo barmizba ricevette molti soldi. William invece, è molto bravo nelle materie chimiche.
- Lo Spremitore (Dan Mott), compare nella quarta serie, il bullo della scuola di Cory che spreme tutti gli oggetti possibili, chiamato "Sua spremità" da Larry. Ha ripetuto la prima superiore ben tre volte, perché si diverte molto a rubare i pranzi degli altri scolari. Guarda i Kung-fu Cats e due volte si è fatto aiutare da Cory, in fatto di ragazze e soldi. Pensa che se Cory si fa male, deve essere per colpa sua. Compare anche nello spin-off della serie.

## Altri personaggi
- Sydney (Sydney Park), una bambina adottata che fa amicizia con Raven ed è nemica di Buffy, compare dalla quarta stagione. All'inizio prende in giro Raven per il modo in cui si veste, ma lo fa perché da grande vorrebbe diventare comica. Non sapeva che per fare la comica non doveva offendere la gente. Lei e Raven si vogliono molto bene. Fa parte dei Raggi di Sole.
- Buffy (Rachel Fox), la sorellina di Muffy che compare dalla quarta stagione. Ha una splendida voce e, assieme a Sydney, fa parte dei Raggi di Sole.
- Sierra (Juliette Goglia), bambina che dà molto fastidio a Raven nella terza stagione. Le piace Stanley, e quando vede che a lui interessa Raven, si offende moltissimo con lei.
- Stanley (Bobb'e J. Thompson), bambino più fastidioso di Sierra, compare dalla terza stagione e rompe le scatole a Raven perché ne è innamorato. Nella quarta serie non cercherà di darle fastidio, ma farà brutti scherzi a Eddie e a Cory, prendendoli in giro per avere più soldi. Infatti ha un certo senso per gli affari.
- Nadine Carter, la sorellina di Devon. Compare nella seconda stagione e farà la cattiva con la musichetta da funerale di sottofondo perché vorrebbe che suo fratello dedicasse meno tempo alle ragazze e più a lei.
- Leonard Stevenson (James Michael McCauley), rivale "culinario" di Victor nella terza stagione. È sempre il più fortunato, soprattutto quando va alle Hawaii a cucinare per delle modelle.
- Haimlich, chef che aiuta Cory in due occasioni, una a cucinare in assenza di Tonya e perché Cory aveva molti soldi da spendere e la seconda perché doveva cucinare per la festa di Eddie. Compare nella quarta stagione.
- Donna Evana Cabonna (Anne-Marie Johnson), la stilista per cui lavora Raven, che compare dalla quarta serie. Il nome d'arte ha origine da un mix tra Donna Karen e Dolce & Gabbana. Ha un cane che si chiama Coco. Ha un ragazzo di nome Teddy che definisce "pezzo d'uomo" ma in realtà è un omino basso e grassoccio. Pratica yoga per rilassarsi. In due episodi sostituisce Raven con Tiffany, quando l'assistente era assente. In un episodio questo causa un litigio tra Raven e Devon, mentre nell'altro Raven si ritrova a usare un aggeggio tecnologico che nessuno sa far funzionare.
- Tiffany (Jodi Shilling), l'odiosa assistente di Donna Cabonna, darà del filo da torcere a Raven perché ne è gelosa. Compare nella quarta stagione. In un episodio, prende in giro Raven dicendole che aveva un bellissimo ufficio privato, mentre in realtà era di Donna Cabonna, che al contrario non vuole nessuno nel suo ufficio.
- Mildred, una vecchia signora che compare nella seconda e nella terza stagione.
- Dr. Sleevmore (Brian George), il capo del centro paranormale di San Francisco. Compare nella prima e nella terza stagione, due episodi in tutto. In uno, è il dottore di diversi ragazzi, tutti sensitivi, con cui Raven farà amicizia. Nel secondo, aiuterà Raven a capire perché la ragazza ha delle visioni veramente strambe con un macchinario stranissimo in grado di leggere nel pensiero.
- I Boyz'n Motion, un famoso gruppo musicale formato da tre ragazzi: Ricky, Trey e JJJ (JJJ dice che la terza J non va pronunciata!) che aiutano Raven nella terza e nella quarta stagione. Nello stesso episodio in cui compare per la prima volta Bianca, appaiono anche i Boyz'n Motion, che scappano dalla folla per rifugiarsi in casa di Raven. La ragazza si vanta con i compagni e per farsi credere da Bianca dovrà far partecipare il gruppo ad un concerto scolastico; poi arrivano i guai. Invece nell'episodio della quarta stagione, devono fare una pubblicità con i modelli di Donna Cabonna. Raven dovrà disegnare i vestiti, ma ci saranno dei problemi con la scelta dei colori. I Boyz'n Motion sono interpretati da Michael Copon, Ryan Hansen e Columbus Short

## Animali
- Lionel, il ratto da compagnia di Cory.
- Cocò, la cagnolina di Donna.
- Sam, il cane di Chelsea, che ha lo stesso nome di un ragazzo che piaceva a Chelsea.

## Comparse
| Stagione | Episodio                               | Attore                                             | Personaggio                                    |
| -------- | -------------------------------------- | -------------------------------------------------- | ---------------------------------------------- |
| 1        | test di amicizia                       | Nikki Peterson                                     |                                                |
| 1        | Una notte da cane                      | Brenda Song                                        | Amber                                          |
| 1        | Se avessi un lavoro                    | Steven Anthony Lawrence                            | Miles                                          |
| 1        | Cercasi Sensitiva                      | Niecy Nash                                         | Madame Cassandra                               |
| 1        | Vedere o non vedere                    | Jenifer Lewis                                      | Grandma Viv                                    |
| 2        | La Compagnia del Guanto Bianco         | Judyann Elder                                      | Nana Loretta                                   |
| 2        | I Giardini del Silenzio                | Debra Wilson                                       | Maisha                                         |
| 2        | Oggi Sposi                             | Lawrence Hilton-Jacobs                             | Mr. Carter                                     |
| 2        | Eddie Il Sensitivo                     | Haylie Duff                                        | Katina                                         |
| 2        | Lo Stracciacuori                       | Roger Lodge                                        | Rodney Rivers                                  |
| 2        | Una Stella da Scoprire                 | Paula Abdul                                        | Infiltrato di Una Stella da Scoprire           |
| 2        | Cory dal Dentista                      | Tom Virtue                                         | Dr. Horn                                       |
| 3        | Un Trattamento Reale                   | Reginald VelJohnson                                | Dikembe l'Ambasciatore                         |
| 3        | Opportunità di Shock                   | James Avery                                        | Presto Jones                                   |
| 3        | La Lista delle Cose da Fare            | Macy Gray                                          | Rhonda                                         |
| 3        | L'abito dell'anno                      | Susan Lucci                                        | Ms. Romano                                     |
| 3        | Fiocco di Neve                         | Kathie Lee Gifford                                 | Claire                                         |
| 3        | Il becco dell'arte                     | Cyndi Lauper                                       | Ms. Petuto                                     |
| 3        | Salvate la Vecchia Quercia             | Ricky Ullman                                       | Jake Haskell                                   |
| 3        | Chi la fa l'aspetti                    | Yvette Nicole Brown                                | Monica                                         |
| 3        | Cugini di Campagna                     | Giovonnie Samuels Kym Whitley                      | Betty Jane Cugina Vicky                        |
| 3        | Hollywood                              | Alyson Stoner Jackée Harry Allie Grant             | Ally Parker Dava Carly                         |
| 3        | Tutto per una torta                    | Mary Gross                                         | Ms. Patterson                                  |
| 3        | Il Sogno Che Si Avvera                 | Della Reese                                        | Rhonnie Wilcox                                 |
| 4        | Driving Miss Lazy                      | Tim Reid                                           | Sceriffo/Giudice Jefferson                     |
| 4        | Be Prepared                            | Maria Shriver                                      | Sé stessa                                      |
| 4        | The Dress Is Always Greener            | Kathy Najimy                                       | Lora Stelladora                                |
| 4        | Teacher's Pet                          | Candace Cameron                                    | Courtney Dearborn                              |
| 4        | That's So Suite Life of Hannah Montana | Phill Lewis Dylan Sprouse Cole Sprouse Jasmine Guy | Marion Moseby Zack Martin Cody Martin Pistache |